# Michel Vétillart
Michel Vétillart est un industriel et homme politique français né le 28 octobre 1820 à Pontlieue (Sarthe) et décédé le 29 septembre 1884 au Mans (Sarthe).

## Biographie
Michel Vétillart est le fils de Marcellin Vétillart du Ribert, directeur de la Banque de France à Arras, et d'Hortense Prud'homme. Il est le père du R.P. Ernest Vétillart, s.j., fondateur de École supérieure d'agricultures d'Angers, et le grand-père du R.P. Louis Lenoir (1879-1914).
Industriel dans le textile, il est propriétaire d'une importante usine sur la commune de Pontlieue, dont il est maire de 1860 à 1865, avant son rattachement au Mans. Il est conseiller municipal du Mans en 1865 puis adjoint au maire en 1870. Il est conseiller général de 1863 à 1874. 
Il est élu député de la Sarthe en 1871 et siège à droite, au groupe de la réunion des réservoirs et au cercle Colbert. Il est sénateur de la Sarthe de 1876 à 1882. Il fut également juge au tribunal de Commerce et président de la chambre de Commerce du Mans.

## Sources
- « Michel Vétillart », dans Adolphe Robert et Gaston Cougny, Dictionnaire des parlementaires français, Edgar Bourloton, 1889-1891 [détail de l’édition]